# Andre Barnett
Andre Barnett (* 2. června 1976, Zanesville, Ohio) je americký politik a podnikatel, kandidát Reformní strany Spojených států amerických do prezidentských voleb v roce 2012.
Narodil se v roce 1976 v Zanesville v Ohiu a navštěvoval Austin Peay State University a Western Governors University. Také byl členem Ozbrojených sil Spojených států amerických a před vrtulníkovou nehodou sloužil v Sarajevu. Po skončení vojenské služby pracoval v New Yorku a v roce 2001 založil firmu WiseDome, která se specializuje na záchranu dat.
Od mládí se věnoval kulturistice a pózoval jako model pro různé časopisy a servery, včetně erotického webu pro gaye MuscleGallery.com.
Andre Barnett 6. května 2011 oznámil, že se bude ucházet o nominaci Reformní strany do prezidentských voleb. Označil se za konzervativce, který bude usilovat o omezení federální vlády.
Dne 12. srpna 2012 byl na sjezdu strany ve Filadelfii oficiálně nominován na prezidenta Spojených států amerických.